# Caterina Tarongí
Caterina Tarongí, född 1646, död 1691, var en spansk judinna som brändes levande på bål av den spanska inkvisitionen i Palma de Mallorca.
Hon tillhörde den converso-minoritet på Mallorca, som fortfarande utövade judendomen i hemlighet. Situationen för kryptojudarna på Mallorca var mycket spänd. År 1678 hölls en stor kättarprocess mot en grupp conversos som hade avslöjats som kryptojudar. Familjen Tarongí var inblandad i denna process. 
År 1688 försökte ett flertal judiska familjer att fly från Mallorca, men de misslyckades och blev därmed arresterade och åtalade för kätteri. 82 converso blev åtalade för att praktisera judendomen i hemlighet, och 37 av dessa blev avrättade. 
Caterina Tarongí var en av de mest uppmärksammade och väldokumenterade åtalade ur denna grupp. 